# عدوى مهبلية بالخميرة

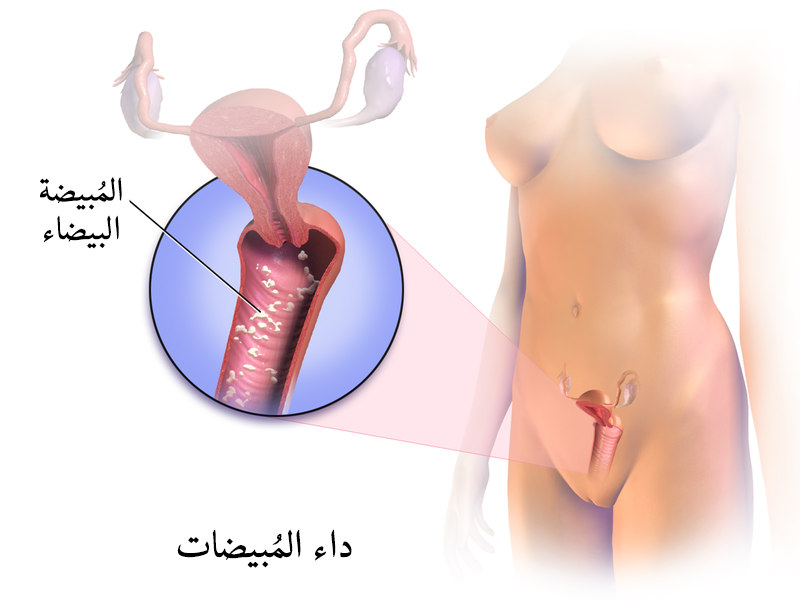
التهاب الفرج والمهبل بالمبيضات

التهاب المهبل الفطري أو التهاب المهبل بالخميرة (بالإنجليزية: Vaginal yeast infection)‏ أو التهاب الفرج والمهبل بالمبيضات (بالإنجليزية: candidal vulvovaginitis)‏ أو السلاق المهبلي (بالإنجليزية: vaginal thrush)‏، هو نمو زائد للفطريات في المهبل ينتج عنه تهيُّج الأنسجة. أكثر أعراضه شيوعاً هو الحُكاك المِهبَلي والذي قد يكون حادّاً. ومن الأعراض الأخرى له الشعور بالحرقان مع التبوّل وإفراز مهبلي أبيض ثخين ليس كريه الرائحة في الغالب والشعور بالألم عند الجِماع، واحمرار حول المِهبَل. وغالباً ما تزداد الأعراض سوءاً قُبيل الدورة الشهرية للمصابة.

## أسباب وتشخيص المرض
يحدث التهاب الفرج والمهبل بالمبيضات هي نتيجة نمو زائد للفطر المسمَّى المبيضة. وتوجد هذه الفطريات عادة في المِهبَل بأعداد صغيرة. والمرض ليست مصنفا على أنه مرض منقول جنسيا؛ غير أنّه قد يحدث في أكثر الأحيان لدى النسوة الأكثر نشاطاً في ممارسة الجِماع. وتشمل عوامل احتمال التعرض للإصابة تعاطي المضادات الحيوية والحَمْل وداء السكّري وداء الإيدز. وقد يكون لتناول طعام عالٍ في احتوائه على سكّر بسيط دور أيضاً. أمّا الملابس الضيّقة ونوع الملابس الداخلية والصحّة الشخصية فلا يبدو أنّها من العوامل المسببة للإصابة. يتم التشخيص باختبار عيّنة من الإفرازات المِهبَلية. ولأن الأعراض قد تكون مشابهة لأعراض الأمراض المنقولة جنسيا وداء المتدثرات والسيلان لذلك يُوصى بإجراء الاختبار.

## علاج المرض
على الرغم من انعدام الدليل، فغالباً ما يُوصى بارتداء الملابس التحتية من القطن، والملابس الفضفاضة كإجراء وقائي. ويُوصى أيضاً بتفادي التشطيف الداخلي بالماء وتجنب استعمال المنتجات الصحية العطرية. وتُعالج الإصابة بأدوية مضادة للفطريات. وقد يكون الدواء إمّا على شكل كريمات مثل كلوتريمازول أو بأدوية فموية التناول مثل فلوكونازول. لم يُعثَر على أن أدوية البروبيوتيك مفيدة في علاج الإصابات النشطة.

## علم الأوبئة
يُصاب نحو 75% من النساء مرّة واحدة على الأقل في حياتهن بالتهاب المهبل الفطري، في حين أن 50% منهن يصبن مرّتين على الأقل. وحوالي 5% تحدث لديهن الإصابة بأكثر من ثلاث مرات في السنة الواحدة. ويعد التهاب الفرج والمهبل بالمبيضات ثاني أكثر الأسباب شيوعاً للالتهابات المهبلية بعد الإصابة بالتهاب المهبل البكتيري.

## المَراجِع
1. ↑  Disease Ontology (بالإنجليزية), 27 May 2016, QID:Q5282129
2. ↑  Disease Ontology (بالإنجليزية), 27 May 2016, QID:Q5282129
3. ↑  James, William D.; Berger, Timothy G.؛ وآخرون (2006). Andrews' Diseases of the Skin: clinical Dermatology. Saunders Elsevier. ص. 309. ISBN:0-7216-2921-0. مؤرشف من الأصل في 2022-10-07.{{استشهاد بكتاب}}:  صيانة الاستشهاد: أسماء متعددة: قائمة المؤلفين (link)
4. 1 2 3 4 5 6 7 8 9  "Vaginal yeast infections fact sheet". http://www.womenshealth.gov. 23 ديسمبر 2014. مؤرشف من الأصل في 2016-07-31. اطلع عليه بتاريخ 2015-03-05. {{استشهاد ويب}}: روابط خارجية في |موقع= (مساعدة)
5. 1 2 3 4 5  Sobel، JD (9 يونيو 2007). "Vulvovaginal candidosis". Lancet. ج. 369 ع. 9577: 1961–71. DOI:10.1016/S0140-6736(07)60917-9. PMID:17560449.
6. ↑  Workowski KA, Berman SM (أغسطس 2006). "Sexually transmitted diseases treatment guidelines, 2006". MMWR Recomm Rep. ج. 55 ع. RR-11: 1–94. PMID:16888612. مؤرشف من الأصل في 2019-08-03.
7. ↑  Abad، CL؛ Safdar, N (يونيو 2009). "The role of lactobacillus probiotics in the treatment or prevention of urogenital infections – a systematic review". Journal of chemotherapy (Florence, Italy). ج. 21 ع. 3: 243–52. DOI:10.1179/joc.2009.21.3.243. PMID:19567343.
8. 1 2  Egan ME, Lipsky MS (سبتمبر 2000). "Diagnosis of vaginitis". Am Fam Physician. ج. 62 ع. 5: 1095–104. PMID:10997533. مؤرشف من الأصل في 2011-06-06.
9. ↑  Ilkit، M؛ Guzel, AB (أغسطس 2011). "The epidemiology, pathogenesis, and diagnosis of vulvovaginal candidosis: a mycological perspective". Critical reviews in microbiology. ج. 37 ع. 3: 250–61. DOI:10.3109/1040841X.2011.576332. PMID:21599498.